# (32418) 2000 RD33
2000 RD33 (asteroide 32418) é um asteroide da cintura principal. Possui uma excentricidade de 0.21917290 e uma inclinação de 7.70557º.
Este asteroide foi descoberto no dia 1 de setembro de 2000 por LINEAR em Socorro.